# Atletica leggera ai Giochi della XXIII Olimpiade - 400 metri ostacoli maschili

Video della Finale

I 400 metri ostacoli hanno fatto parte del programma maschile di atletica leggera ai Giochi della XXIII Olimpiade. La competizione si è svolta nei giorni 3-5 agosto 1984 al «Memorial Coliseum» di Los Angeles.

## Presenze ed assenze dei campioni in carica
| Competizione      | Atleta        | Prestazione | Los Angeles 1984     |
| ----------------- | ------------- | ----------- | -------------------- |
| Olimpiadi 1980    | Volker Beck   | 48”70       | Germania Est assente |
| Commonwealth 1982 | Garry Brown   | 49”37       | Assente              |
| Europei 1982      | Harald Schmid | 47”48       | Presente             |
| Panamericani 1983 | Frank Montiéh | 50”02       | Cuba assente         |
| Mondiali 1983     | Edwin Moses   | 47”50       | Presente             |

1. ↑  Per il boicottaggio.
2. ↑  Per il boicottaggio.
3. ↑  Moses è anche primatista mondiale con 47”02 stabilito nel 1983.

## Risultati

### Turni eliminatori
| 6 Batterie   | 3 agosto | 44 partenti   | Si qualificano i primi 2 più i 4 migliori tempi. |
| 2 Semifinali | 4 agosto | 8 + 8         | Si qualificano i primi 4.                        |
| Finale       | 5 agosto | 8 concorrenti |                                                  |

### Finale
È la gara che Edwin Moses aspetta da 4 anni. Il boicottaggio statunitense di Mosca gli ha impedito di partecipare e di confermarsi olimpionico. Il campione americano, infatti, ha vinto l'oro già a Montréal 1976.

Mentre va sui blocchi per la finale appare visibilmente nervoso. Commette addirittura una falsa partenza. Al "via" buono vuole strafare, per mettersi subito al sicuro dalla concorrenza. Al quinto ostacolo dispone già di mezzo secondo di vantaggio sul tedesco Schmid (anche lui "orfano" dei Giochi di 4 anni prima): 21"1 a 21"6. Poi resiste al ritorno del tedesco e del diciannovenne compagno di squadra Danny Harris, ma soffrendo come mai gli era capitato fino ad ora. Taglia il traguardo con 30 centesimi sul sorprendente Harris e 44/100 su Schmid. Subito dopo si può leggere sul suo volto un'espressione di grande liberazione.
| Pos | Paese          | Atleta        | Tempo  |
| --- | -------------- | ------------- | ------ |
|     | Stati Uniti    | Edwin Moses   | 47” 75 |
|     | Stati Uniti    | Danny Harris  | 48” 13 |
|     | Germania Ovest | Harald Schmid | 48” 19 |